# Мона Симпсон (Симпсонови)
Мона Пенелопа Симпсон је измишљени лик из анимиране ТВ серије Симпсонови којем је глас посудила глумица Глен Клоуз. Она је жена Абрахама Симпсона Другог и Хомерова мајка. Мона је напустила своју породицу након што је као припадница хипи покрета уништила Бернсову лабораторију за биолошко оружје. 